# Michel Doré

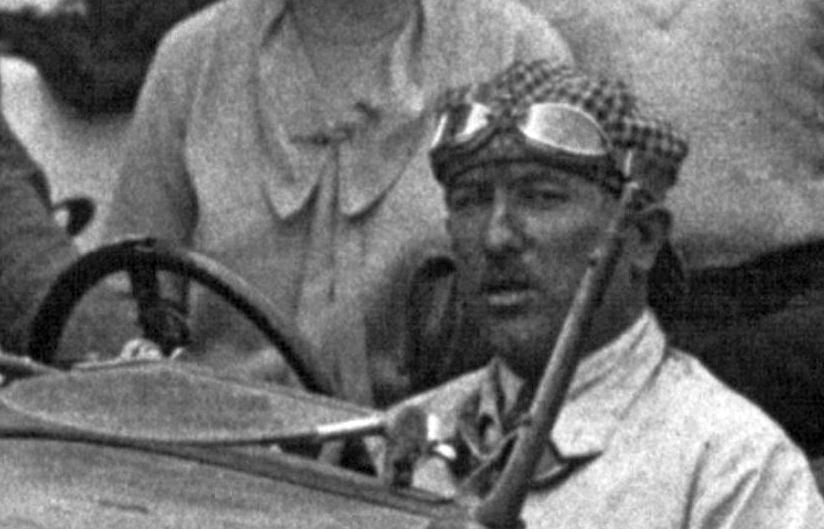
Michel Doré 1929

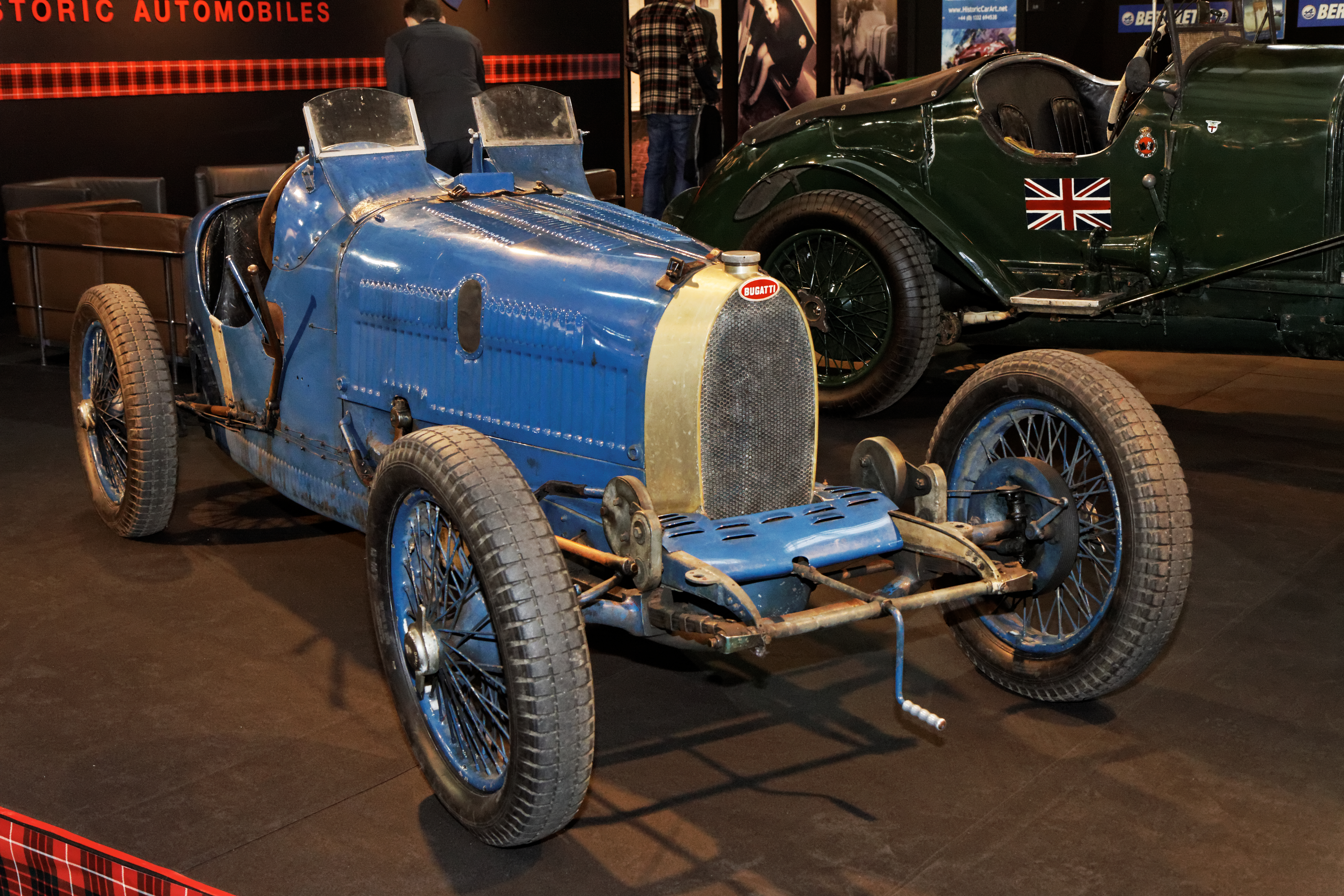
Auf einem Bugatti Type 37A gewann Doré 1930 zwei Voiturette-Grand-Prix-Rennen

Michel Doré (* 23. Januar 1892 in Abbeville; † 4. Februar 1945 ebenda) war ein französischer Autorennfahrer.

## Karriere als Rennfahrer
Michel Doré größter Erfolg im Monopostosport war der Sieg beim Grand Prix du Salon 1927, einem auf dem Autodrome de Linas-Montlhéry ausgetragenen Grand-Prix-Rennen, das er auf einem La Licorne gewann. Dazu kamen zwei Erfolge beim Voiturette-Rennen auf einem Bugatti T37A und ein Erfolg bei einem Cyclecar-Grand-Prix 1925 in Montlhéry.
Doré, der auch ein erfolgreicher Bergrennfahrer war, bestritt in den 1920er-Jahren viermal das 24-Stunden-Rennen von Le Mans. 1928 kam er als Gesamtsiebter ins Ziel und gewann die Klasse für Fahrzeuge bis 1,1-Liter-Hubraum. 1925 gewann er auf einem Sénéchal den Bol d’Or. 1927 wurde er gemeinsam mit Fernand Pousse Gesamtzweiter beim 24-Stunden-Rennen von Paris. Das Rennen war eines der skurrilsten der frühen Motorsportgeschichte. Noch während des Rennens meldete der Veranstalter seinen Bankrott. Dadurch gab es weder eine Siegerehrung noch wurde das vertraglich vereinbarte Preisgeld ausbezahlt, da bei Rennende von den Veranstaltern niemand mehr vor Ort war.
Seinen letzten Renneinsatz hatte er 1932 beim 24-Stunden-Rennen von Spa-Francorchamps, wo er als Gesamtachter ins Ziel kam.

## Statistik

### Le-Mans-Ergebnisse
| Jahr | Team                                | Fahrzeug           | Teamkollege     | Platzierung            | Ausfallgrund |
| ---- | ----------------------------------- | ------------------ | --------------- | ---------------------- | ------------ |
| 1925 | Etablissements Henri Precioux       | E.H.P. DT Spéciale | Maurice Benoist | Ausfall                | Defekt       |
| 1927 | Fabriques d’Automobiles de St. Ouen | Fasto A3 Sport     | Roger Hellot    | Ausfall                | Motorschaden |
| 1928 | Bollack Netter et Cie               | BNC Type H Monza   | Jean Treunet    | Rang 7 und Klassensieg |              |
| 1929 | Bollack Netter et Cie               | B.N.C. Type 527    | Jean Treunet    | Ausfall                | Motorschaden |

### 24-St-Spa-Ergebnisse
| Jahr | Team                  | Fahrzeug         | Teamkollege     | Platzierung            | Ausfallgrund |
| ---- | --------------------- | ---------------- | --------------- | ---------------------- | ------------ |
| 1925 | Sénéchal et Cie.      | Sénéchal         | Marc Chauvierre | Rang 31                |              |
| 1928 | Bollack Netter et Cie | BNC Type H Monza | Jean Treunet    | Ausfall                | unbekannt    |
| 1929 | Bollack Netter et Cie | B.N.C. Acacias   | Jean Treunet    | Ausfall                | unbekannt    |
| 1930 | Bollack Netter et Cie | B.N.C. Type 527  | Jean Treunet    | Rang 9 und Klassensieg |              |
| 1932 | Bollack Netter et Cie | B.N.C.           | Jean Treunet    | Rang 8 und Klassensieg |              |